# Gonzaga da Gama Filho
Luís Gonzaga Prado Ferreira da Gama (Rio de Janeiro, 10 de maio de 1930 – Rio de Janeiro, 24 de junho de 1970) foi um professor, advogado e político brasileiro.

## Dados biográficos
Filho de Luís Felipe Maigre de Oliveira Ferreira da Gama e Altair Horacina Prado Ferreira da Gama. Além de trabalhar como professor e advogado seguiu a veia política paterna e foi eleito vereador pelo então Distrito Federal pelo PSD em 1954 e durante o mandato foi Secretário de Educação do Distrito Federal na gestão do prefeito Negrão de Lima. Criado o estado da Guanabara ante a mudança da capital federal para Brasília elegeu-se deputado estadual em 1960 e 1962 e após a vitória do Regime Militar de 1964 filiou-se ao MDB sendo eleito deputado federal em 1966.
Licenciou-se do mandato a convite do governador Negrão de Lima e assumiu a Secretaria de Educação da Guanabara em 11 de setembro de 1967 tendo falecido no exercício do cargo. Seu afastamento do legislativo permitiu a convocação de Amaury Kruel que acabou efetivado após a morte do titular em 1970.